# Астон Мартин V8 Загато
Астон Мартин V8 Загато е лимитиран модел на Астон Мартин, базиран на Астон Мартин V8. Дизайнът е дело на италианското дизайнерско студио Загато. Има две версии – купе и кабриолет. Произведени са общо 89 бройки (52 купета и 37 кабриолета), като в началото цената на купетата е 87.000 паунда, но в края на 20 век такива модели се търгуват за около 450.000 паунда.
Купето е представено за първи път на изложението в Женева през 1985 г. и въпреки че единственото, което хората виждат е рисунка на колата, всичките 52 купета са поръчани за отрицателно време. Дизайнът на автомобила представлява модерна и по-ръбеста интерпретация на Астон Мартин DB4 GT Загато с мощност 408 к.с. (по желание на клиентите мощността може да бъде увеличена) и макс. скорост почти 300 км/ч. Един от най-обсъжданите елементи на колата е гърбицата на предния капак, която някои намират за грозна. Без нея обаче би било невъзможно монтирането на двигател с Карбуратор Вебер, а това от своя страна би отдалечило максималната скорост от желаните 300 км/ч. Реално постигнатата максимална скорост е 298,5 км/ч по време на тест на френското списание Спорт Ауто.
Кабриолетът, както и другите открити модели на марката, носи названието Воланте. Прототипът е представен през 1987 г. в Женева, а доставките започват година по-късно. Освен че има сгъваем покрив, основните разлики на външен вид спрямо купето са покритата решетка на радиатора, скриващите се фарове и гладкият преден капак (кабриолетът е с инжекцион). По-високото с 35 кг тегло и стандартният двигател са причината за по-ниската с над 100 к.с. мощност на тази версия.